# Porioides rima
Porioides rima är en spindelart som först beskrevs av Forster 1970.  Porioides rima ingår i släktet Porioides och familjen panflöjtsspindlar. Inga underarter finns listade i Catalogue of Life.